# La Chaux-de-Fonds International 1991
Die La Chaux-de-Fonds International 1991 (als Métropoles Horlogères International 1991) im Badminton fanden vom 7. bis zum 10. März 1991 in La Chaux-de-Fonds statt. Es war die 17. Auflage dieser Turnierserie.

## Finalergebnisse
| Disziplin    | Sieger                       | Finalist                            | Ergebnis          |
| ------------ | ---------------------------- | ----------------------------------- | ----------------- |
| Herreneinzel | Pawel Uwarow                 | Chris Jogis                         | 15–5, 2–15, 17–14 |
| Dameneinzel  | Irina Serova                 | Katrin Schmidt                      | 11–7, 11–2        |
| Herrendoppel | Michael Keck Robert Neumann  | Jerzy Dołhan Jacek Hankiewicz       | 18–14, 15–6       |
| Damendoppel  | Katrin Schmidt Kerstin Ubben | Nicole Baldewein Kerstin Weinbörner | 15–5, 18–15       |
| Mixed        | Ron Michels Sonja Mellink    | Michael Keck Anne-Katrin Seid       | 15–8, 5–15, 15–9  |